# هونتسل
هونتسل (به آلمانی: Hunzel) یک شهر در آلمان است که در Verbandsgemeinde Nastätten واقع شده‌است. هونتسل ۲۶۷ نفر جمعیت دارد.